# Mairinque
Mairinque este un oraș în São Paulo (SP), Brazilia.